# カナダ合同教会
カナダ合同教会（カナダごうどうきょうかい、英語:United Church of Canada）は、カナダにおけるプロテスタント系キリスト教のなかでは最大の教派である 。カナダのキリスト教全体ではローマ・カトリック教会に次いで2番目に大きな教派でもある。合同教会は1925年に4つのプロテスタント系教派が合同して成立した。カナダ・メソジスト教会、オンタリオおよびケベック会衆派教会、カナダ長老教会の3分の2の信徒、そして平原地方で盛んだったアソシエーション・オブ・ローカル・ユニオン・チャーチである。また1968年1月1日には福音合同兄弟団カナダ会議も合同教会に参加している。
2008年の合同教会統計によれば、約52万5000人の会員と280万人の信徒がいる。約20万人のひとたちが定期的に開催される3362の牧会区に参加している 。1991年から2001年にかけて合同教会に所属しているというひとの数は8％減少したが、これはカナダにおける主流的なキリスト教の教派のなかでは3番目の下げ幅だった。
教会組織について、合同教会は「ボトムアップ」型の運営がおこなわれている。教職者は会衆によって選ばれ、監督のような立場によって任命されるわけではない。教会政治は排他的ではなく、リベラルである。教職者になるのを志望ひとにとって、ジェンダーや性的指向、婚姻の有無による制約はない。他の宗教を信じるものとの婚姻も認められている。陪餐は、所属する教派や年齢に関係なく、すべてのキリスト教徒に対して与えられる。

## 運営と組織
運営規則は1925年に制定され、その後定期的に更新されている教規 (The Manual) に定められている。

### 総会議長

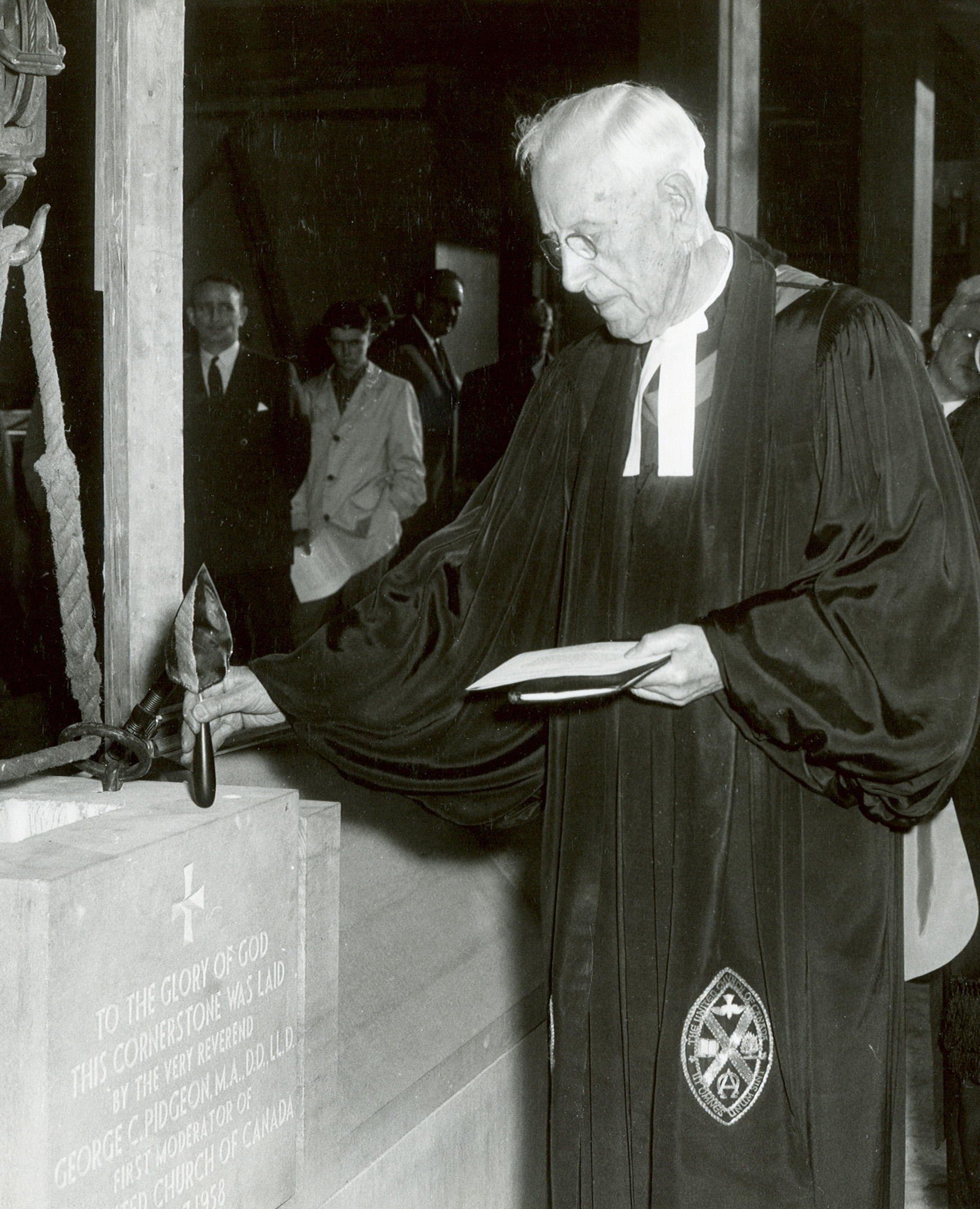
ジョージ・C・ピジョン
（カナダ合同教会の初代総会議長）

教会の対外的な顔となるのが総会議長 (Moderator) である。この地位は3年に一度開かれる総会で選ばれる。総会議長の役割には次のようなものがある。
- 教会を指導すること。「ひとびとの心のなかにキリストの顕現たる神の感覚を刺激すること、また合同教会全体を力強く、生き生きとさせること」[7]。
- 全国の牧会区を訪問すること。「もろもろの問題に関して共感をもって指導し、助言すること」[7]。
- 合同教会の筆頭スポークスパーソンであること。
- 総会における各種部会や執行役員、副執行役員を監督すること。

現在の総会議長はブリティッシュコロンビア州バンクーバーの牧師ゲイリー・パターソンである。彼は第41回総会において2012年8月16日に選出された。

### 統治の4つのコート
合同教会における運営は4つの運営レベル、すなわちコート (court) に分割されている。

#### 牧会区（教会）
合同教会の基本単位は牧会区 (pastoral charge) である。これはひとりないしは集団の教職者らの霊的な指導のもとに、ひとつないしは複数の教会 (congregation) から構成されている。2つないしはそれ以上の教会をもつ牧会区は「ツーポイント区」や「スリーポイント区」などといわれる。
牧会区は日々の運営に責任をもつ。このなかには、職員に必要な資金の募集や施設の維持管理、礼拝、委員会活動、将来計画などが含まる。これらは一般に会衆からの協力で行われているが、より広い地域のひとびとからの募金活動も、それが抽選や宝くじ、ビンゴなどのゲームのようなものでなければ認められている。牧会区はまた教職者や演奏家、平信徒の職員などの教会職員の公募と採用についても責任をおう。他にも、施設財産の修繕や管理、礼拝をいつどれくらい行うのか、洗礼や結婚の候補者に関する決まりごと (とくに同性婚の式を礼拝堂で行うかどうかに関して）、教会におけるキリスト教教育 (日曜学校、青年と成人に対する堅信教室）、外部のコミュニティや世界に対する布教事業など、もろもろのことに責任をもつ。
このレベルでの方針決定は、たいてい教規に定められた何通りかの形式による教会委員会か会議で決められる。けれども、予算や財政、委員会選挙や教職者の牧会関係 (牧会の時間を増やすか減らすか、教職者を辞めさせるか、新しい教職者を探す公募委員会を設置するか、教会のための新しい教職者を招く呼びかけをするか）などは教会員全体が参加する集まりで承認される必要がある。

#### 長老会

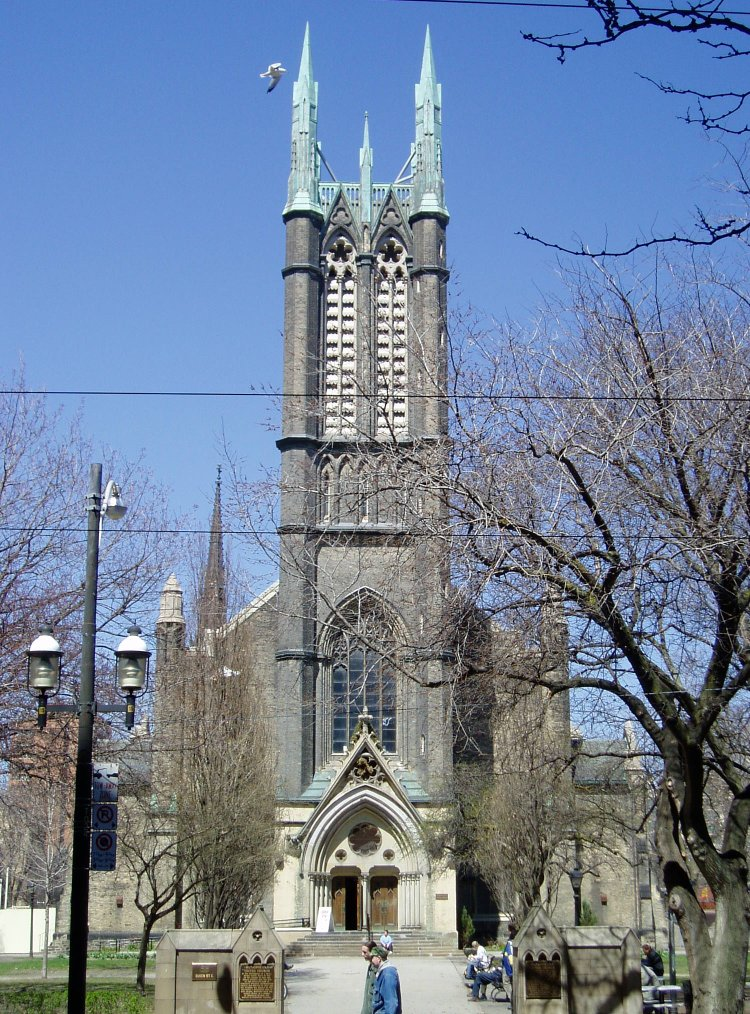
メトロポリタン合同教会
（1925年に第1回総会が行われた（トロント)）

合同教会では85の長老会 (presbytery) があり、それぞれが35から60の牧会区を担当している。教職者団のすべてのメンバーは、現役、引退にかかわりなく長老会のメンバーである。また、承認された指定俗人教職者もまた他のいくつかの区分の平信徒とともに、牧会区のメンバーではなく、長老会のメンバーとなる。いずれの牧会区も、長老会の意思決定を支援するために個々の教会から代議員を送ることがある。長老会にはそこに所属する牧会区を監督する責任がある。牧会区が新しい教職者を求める場合には、会衆たちがどれくらい教職者を必要としているか評価し、選任プロセスに参加するための長老を派遣する。

#### 協議会
長老会は全国に13ある協議会 (conference) のうちの1つに所属する。協議会は教職者候補の訓練と教育、教会伝道の全体的な方針、また総会に参加する委員を選ぶことに対して責任を負う。

#### 総会
総会 (general council) は教会における最高位の立法機関である。教職者、および協議会で選ばれた平信徒の委員たちが会して教会の方針を決め、新しい総会議長を選ぶ。総会時のいろいろな会議は役員と役員補佐が司会する。

## 教職者
合同教会の聖職者は「教職者 (ministers)」と呼ばれる。これには大きく2つの「系統」がある。すなわち専任の教職者と俗人の教職者である。専任の教職者には按手された教職者と、執事としての教職者がいる。また俗人の教職者には、認可された俗人教職者 (licensed lay ministers)、指定された俗人の教職者 (designated lay ministers)、会衆によって指定された教職者 (congregational designated ministers)の3つがある。どのタイプの教職者においてもジェンダー、性的指向、年齢、婚姻の有無など制約はない。

## 信仰と実践

### 聖書
合同教会では聖書はキリスト教の信仰において枢要なものであり、神の啓示をうけたひとたちによって書かれたものであると信じている。他方で合同教会は聖書で述べられる物語を文字通りに受け取るべきではないと考えている。聖書がまとめられた状況は当時の歴史や文化に根差しており、奴隷制のようないくつかの事柄は現代の私たちの暮らしとは相いれないと教会は考えている。

### 聖礼典
合同教会の聖礼典は陪餐と洗礼である。

#### 陪餐
陪餐はイエスがその弟子とともにした最後の晩餐の記憶としてパンとワイン (より一般的にはグレープジュース）を分け合う儀式である。儀式は祭壇の前にある机の上で行われるのが普通である。そこで教職者はパンとワインを会衆に分け与える前に祝福しておく。陪餐に関して年齢や教会員資格が問われることはない。合同教会は若い子どもや他の教派のキリスト教徒に対しても陪餐を開いている。実際に分け与える方法はいくつかの形式がある。パンのかけらの入ったトレーと、小さなジュースのグラスが入ったトレーを各人にまわし、パンとジュースをいっしょに飲食するという場合もあれば、いわゆる「浸酒」のように、パンをジュースの入ったカップに浸し、ジュースのしみこんだパンを食べるという場合もある。
陪餐の頻度に関するガイドラインはない。牧会区によっては月1回のところもあれば、年に4回のところもある。

#### 洗礼
合同教会は、かならずしも神の愛のために洗礼を受ける必要はないと考える。それは天国へのパスポートとは考えられていない。教会は、洗礼を受けずに亡くなったひとは永遠に罰せられるとか、地獄に落ちるとは考えない。むしろ教会は、洗礼を教会員になるための最初のステップであると考える。この際、両親はその幼子が13歳くらいになったときに自分で堅信礼を行うことを願いつつ、その子に代わって信仰告白を行う。
合同教会では幼児洗礼を行うが、もし幼児洗礼を受けてない場合には何歳からでも行うことができる。幼児洗礼の際、会衆の前で両親はその子に代わって合同教会の信条に関する一連の声明に同意する。両親はまた、適当な時機に子どもが自ら正式な教会員となるよう励ますことを約束する。会衆の方もまた、その子がキリスト教共同体において育つのを手助けする、と両親に約束する。教職者はそのとき候補者の頭に3回水をかける。これは父と子と聖霊の三位一体を表現している。その上で、洗礼を受ける者のひたいに水で十字を描く。希望する成人に対しては、もっと深く水につかる浸礼によって洗礼を行うこともできる。
1970年代に合同教会はカナダにおける長老派、ルター派、ローマ・カトリック、聖公会と教会をこえた協定に合意した。これによって各教会で行われた洗礼は相互に正当なものと承認されることになった。これにくわえて、合同教会は父と子と聖霊の名において水をつかって行われた洗礼については、他の教派のものであっても正当なものであると承認している。

### 開放性
イエスは徴税人や売春婦、その他の「好ましくないもの」たちもその食卓に歓迎したという。このことから教会は、年齢、人種、階級、ジェンダー、性的指向、身体的な能力にかかわりなく、すべてのひとを歓迎するようにしている。同様に、教職者になることに関心があるひとたちについても、制約を設けていない。

### 結婚
結婚は神の愛を祝福することであるという信念から、教会はすべての法的な婚姻を承認し、祝福している。そのなかには同性のカップルによるもの、離婚経験者、他の宗教を信じるものとの結婚も含まれる。結婚に関する実際の取り扱い方はそれぞれの牧会区の教会会議に任されている。例えば、ある教会ではその堂内で同性婚の式を行うことを認めていないかもしれないが、別の教会では性的指向にかかわらずすべての結婚を認めているところもある。

### 他の宗教信者との関係
神にいたる道はいろいろあると教会は信じている。合同教会にとってそれはイエス・キリストの道であるが、神を完全には理解できない以上、この点に関するキリスト教徒の理解が十分でないことも認めている。合同教会では、神の聖霊はキリスト教とは違った他の信仰を通して働きかけることもある、と考えている。

### 妊娠中絶
教会は州政府の健康保険が適用されるような安全な妊娠中絶を選ぶ権利を女性に認めている。また教会は妊娠中絶をしなくてすむように避妊法や性教育、カウンセリングの機会を増やすことに賛成している。

## 教会員資格
正式な教会員は、幼児、子ども、青年、成人のどの時期であれ洗礼を受けたことがあり、かつ会衆の前で公に信仰告白をしたことがあるものである。正式な教会員でなければ合同教会で礼拝できないというわけではない。礼拝に定期的に参加しているものの多くは信者であって、正式な教会員ばかりではない(合同教会の推計によれば、教会員の数が30万人なのに対して、信者は300万人である）。
教会員になるためには、「堅信礼 (Confession)」と呼ばれるプロセスをへることになる。これはだいたい13歳以降の大人に対して行われるもので、たいていは合同教会の信仰に関して一通りの教室に参加することになる。この後、候補となったものは会衆を前にして公に信仰告白をする。こうすることで、幼児洗礼の際に両親によって行われた声明を「堅信」したことになる。候補者がまだ洗礼を受けていない場合は、教職者が信仰告白の前にそのひとを洗礼する。こうして新しく教会員になったひとの名前はその教会の公式教会員名簿に登録される。

### 教会員の権限
教会員だけが牧会区の委員会や会議に参加できる。くわえて教会員だけが教会の集まりにおいて霊的な事柄に関する賛否を表明することができる。たいていの場合、その教会に新しい教職者を「呼ぶ (call)」かどうかといった事柄がこれにあたる (一時的な事柄では、財政や資産に関する取扱いや、教会の集まりに際して投票権を教会員だけでなく出席者の全員にも認めるための動議などがある）。

### 転籍と除籍
「堅信礼」は教会レベルで行われるものだが、個々人は教会だけでなく、カナダ合同教会全体のメンバーでもある。それゆえ教会員は自由に他の教会に移ることができる。
欠席が続いた教会員は教会によって名簿から除籍されることがある。教規では3年間の欠席状態を目安としているが、その期間については教会が独自に定めてもよいとされている。

## 歴史
20世紀初頭のカナダにおいて、福音を重視する主なプロテスタント教派は長老派、メソジスト、会衆派の教会であった。カナダ全土の多数の町村にはこれら3つの教会がそろっており、住民たちを分割していた。とりわけ平原地方ではすべての牧会区で活動できる教職者を見つけるのは容易ではなく、自分の教会を担当しつつ、牧師のいない他の教派の教会のために牧師業務をするといった場合がままみられた。平原地方において、主なプロテスタント系三教派が合同させようとする運動は、ローカル・ユニオン・チャーチ・アソシエーションに結実した。
西部諸州における事実上の合同に直面して、三教派は合同のための基盤を漸次つくるべく合同協議をゆるやかに進め始めた。
しかし、関連教会のすべてが、ひとつの屋根のもとで合同するという考えに満足したわけではない。例えば、長老派の一部は教会合同の利点について確信をもてないままであった。計画全体を頓挫させかねないこうした問題は、長老派に属する個々の教会に合同に参加するしないを投票する権利を認めることで、解決された。結局、長老派の4509教会のうち302教会が「存続」カナダ長老教会を再結成することを選んだ。なお302教会のうちの211教会はオンタリオ南部にある教会であった。

### 発足式

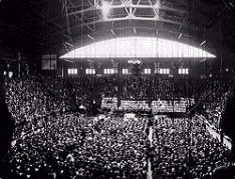
合同教会発足式
（ミューチュアル・ストリート・アリーナ（トロント）、1925年6月10日）

カナダ合同教会はメソジスト、長老派、会衆派教会が合わさって成立した。ここに三教派が合同に同意したことによって、教会の指導者たちは財産権の移譲に関する法律を通過させるようカナダ政府に対して働きかけた。法律は1924年6月27日に可決し、翌年6月10日に発効した。
カナダ合同教会は1925年6月10日にトロントのミューチュアル・ストリート・アリーナで大規模な礼拝式を行い、発足した。出席者には、礼典の文章と祈祷者、讃美歌、音楽などが記された38ページにもおよぶ式次第が渡された. 。讃美歌は三教会から選ばれたものが歌われた。スコットランド系長老派の伝統からは「たたえよ主の民」、メソジストからジョン・ウェスレーの「世にあるかぎりの」、会衆派からは「おおベテルの神よ」とアイザック・ウォッツの「さかえの主イエスの」が選ばれた。
新しい教会のエキュメニカルな基調は最初の総会から表れていた。初代総会議長の候補として最有力だったのはメソジスト派の元総監督であったS・D・チョウンであった。これは新しい合同教会において最大の割合を占めたのがメソジスト派であったからである。しかし、驚いたことに、チョウン博士は、長老派会の総会議長であり、長老派公会議の首席スポークスパーソンでもあったジョージ・C・ピジョンにその地位を譲った。チョウン博士の願いは、これによって新しい教会に参加することを選んだ長老派のひとたちの決心をより堅固なものにすることであった。

### 紋章
新しい教会のためにデザインされた紋章は、初期キリスト教会の象徴である逆立ちした魚を想起させる、ひし形である。これは、「イエス・キリスト、神の子、救世主」の頭文字をギリシア語でつづるとιχθύς (icthyos) となり、「魚」を意味するからである。中央のXは、聖アンデレの十字架を表すと同時に、ギリシア文字のChi、つまりギリシア語のキリストを意味するΧριστόςの最初の1文字目でもある。4区画のうちの3つは創立時の3教会をそれぞれ象徴している。燃える柴は長老派、鳩はメソジスト、開いた聖書は会衆派を表している。一番下の区画のアルファとオメガは黙示録第1章8節で示された神の永遠を表している。モットーのUt omnes unum sintは「ヨハネの福音書」第17章21節の「これ皆一つとならん為なり」を意味する。
2012年、モホークのAkwe Nia’Tetewá:nerenという成句（「すべて我がえにし」）が外周のリボン部分に追加された。また紋章の4区画の背景色についても、ファースト・ネーションの治癒の輪の伝統色を反映したものに変更された。

### 1930年代
1930年はこれまで教派別であった教会や大学、教会行政の合同が完成し、讃美歌集United Church Hymnaryが出版された節目の年であったが、同時に世界恐慌がカナダを襲った年でもあった。教会員の数に変化はなかった、出席者や寄付などは落ち込んだ 。圧倒的な失業に直面して、教会では教職者や平信徒のなかから、キリスト教的社会秩序協会 (Fellowship for Christian Social Order) のような急進的なキリスト教社会主義を求める声が生まれてきた。他方で保守的な教会員のなかには、社会の富裕層に焦点をあてたオックスフォード・グループの打ち出すメッセージに惹かれるものたちもいた 。大半の教会員たちはこうした両極端な意見のあいだにあって、シンプルに失業者を助けようとしていた 。
アメリカのメソジストは1880年より女性の教職者を認めていたが、カナダではなお異論の多い問題だった。けれども、1936年までにはサスカチュワン会議所属のリディア・エメリー・グラッチーが合同教会で最初の女性の牧師になった 。彼女は1953年にカナダで初めて神学の名誉博士号を受けた女性でもある。

### 1940年代
第二次世界大戦はまた分裂をひきおこす争点であった。開戦前に平和主義を自認していたひとたちのなかには、彼らの哲学と現実との折り合いをつけようと苦闘するものもいた。平和主義の立場を維持したひとたちのなかには、1939年に「戦争反対の証言者 (A Witness Against War)」に署名した65人の教職者たちもいた。けれども、徴兵制には賛成しなかったとはいえ、教会全体としては戦争を遂行する努力には賛成し、銃後はもとより、前線には従軍牧師も同行させた。
西海岸から日系カナダ人を強制的に移転させる政策については、カナダ全体では教会員たちの多くが賛成したものの、ブリティッシュコロンビア州の教会指導者や宣教師たちは公然と反対していた。西海岸の教会は強制移住させられたひとたちの権利を守るために、緊急日本人委員会を設置している。
1943年には聖公会が他の教派に対して合同することをもちかけ、合同教会もかなり前向きに受けとめていた。1946年には2つの教会は教職資格を相互に尊重する声明を発表した。同じようなエキュメニカルな運動として、1944年に合同教会はカナダ教会協議会の、46年には世界教会協議会の創立団体なったことがあげられる。
1925年に合同してから教会は、先住民の子弟をカナダ文化に同化させるために作られた寄宿学校の運営も継承していた。1940年代までには基本的な考え方が変わり始め、49年には教会は自らが関与するこの種の学校を閉鎖するようになった。

### 1950年代
合同教会は政治的にあまり人気のないような理念について継続的に支持していた。当時の北アメリカでは過激と思われていた国民健康保険制度や中華人民共和国を支持する声明を第15回総会で発表している。
教会員や寄付が劇的に増加したのは戦後に親となった世代 (ベビーブーマー）が子どもたちを教会に連れてくるようになったからである。
この時期、聖公会との対話ははかばかしい成果をあげなかったけれども、1958年には両教会で協議を続けていくことで一致した。

### 1960年代
1962年には、女性協会と女性宣教協会の2つの教会関連組織が統合して、合同教会女性 (United Church Women)を設立した。同年には、聖公会と共同して、合同のための研究ガイドとして『理解の向上 (Growth in Understanding)』を一緒に出版している。1965年6月1日には合同教会と聖公会のあいだの『合同の原則 (Principles of Union)』も出版した。1960年代は他の教派とのエキュメニズムの精神も強く、1968年には福音合同兄弟団カナダ会議も合同教会に加わった。
1965年には教会員の数も106万4000人を記録し、最高潮を迎えた 。けれども、この頃から教会に亀裂のきざしも見えはじめた。1965年に出版されたピエール・バートンの『気楽な信徒席』はカナダの教会を厳しく批判し、ベストセラーになった。教職者の役目に関する信徒、長老、教職者らの湧きあがる不満に対応するために、合同教会は20世紀における教職者委員会を設置した 。1966年には2027人の信徒が教会を去った。全体からみるとたった0.2％という数字ではあるが、信徒が減少したのは合同以来初めてであった。
ベトナム戦争もまた教会に新しい論争をまきおこした。1968年、全国伝道・社会奉仕委員会の書記であったレイ・ホードが、兵役逃れをするアメリカ人らに対する緊急支援を申し出た。総会執行部はこの決定を承認しなかったが、2年後には結局教会の方針とすることにした 。

### 1970年代
1971年、エキュメニズム運動もピークを迎えた。合同教会、聖公会、それからキリストの弟子会が一緒になって『合同の計画 (Plan of Union)』を出版した。また合同教会と聖公会は共同で讃美歌集The Hymn Bookを出版した。けれども、潮の流れが変わるのははやかった。1975年には聖公会の主教会と全国執行部が『合同の計画』は受け入れられないと宣言した。とはいえ、聖公会、ルター派、長老派、ローマ・カトリック、合同教会のあいだで、各教派で行われた洗礼は有効であることが相互承認されることになった。
会員数はゆるやかに減少する一方で、平信徒の教職者は増えつつあった 。

### 1980年代
1980年8月16日に開かれた第28回総会ではロイス・ミリアム・ウィルソン（旧姓フリーマン）が女性初の総会議長に選出された。翌8月17日、合同教会の作業部会が、同性愛者の牧師への任職を認め、婚前の性交渉についても寛容であることを勧告した性倫理に関する報告書『神の似姿において (In God’s Image)』を発表した。報告書は要件を満たした場合の妊娠中絶を容認する一方で、自由に妊娠中絶することは拒否していた。
聖公会との合同に関する協議はすでに終了していたが、キリストの弟子会との協議も1985年に打ち切りとなった 。
1986年には第31回総会で女性の総会議長としてアン・M・スクワイアーが選ばれた 。
1988年の第32に回総会では南アフリカへの投資を終了することが決定されるとともに、先住民の精神性を否定してきた教会の態度について、先住民信徒に対する謝罪が行われた。またアジア系初の総会議長としてサン・チュル・リーが選ばれた 。けれども、こうした出来事は、代議員たちが『教会員資格、教職者および人間の性 (Membership, Ministry and Human Sexuality)』という声明を可決させたことで、かすんでしまった。この声明では「性的指向に関係なく、イエス・キリストへの信仰を告白する者はすべて、カナダ合同教会の教会員になることが歓迎される」とあり、また「合同教会のすべての教会員は専任の教職者になる資格を有する」と述べられていた 。これら2つの声明によって、ゲイであることを公表している男性・女性が教職者になる道が開かれた 。
多くの教会員はこの声明に反対し、その後の4年間で7万8184名も教会員を減らすことになった。まとまった派閥――教職者が指導しているような――がある教会では、まるごと合同教会から離脱し、独立した教会を結成する場合もあった。ゲイの任職問題には反対しつつも教会に残ったものもいたが、その場合でも、教会の内部で「憂慮するコミュニティ (Community of Concern)」のような保守的な見解もつグループを作った。

### 1990年代

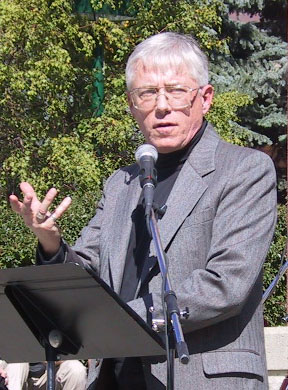
ビル・フィップス第36代総会議長

1990年代になると合同教会はかつて運営に協力していた先住民寄宿学校における文化的同化主義と児童虐待の過去に向き合うことになった。
1992年5月24日、ティム・スティーブンソンは合同教会でゲイであることを公表している最初の牧師に任職された。
1992年8月17日、第34回総会でクリーの男性であるスタン・マッケイが、先住民として初めての総会議長に選出された。その2年後、教会は「ヒーリング・ファンド」を設置した 。その後、1998年に教会は合同教会インディアン寄宿学校の元生徒たちに対する謝罪を行った。
1994年の第35回総会では代議員の投票によって、総会は2年おきから3年おきの開催に変更された。これにともない総会議長の任期も2年から3年に延ばされた。
1925年に建設された総会事務局はもともとトロント中心地のセントクレア通りにあったが、そこの地価は高騰していた。1995年、寄付金収入の低迷からくる財政難を踏まえて、教会は建物を売却し、エトビコの郊外に移転した。
1996年、新しい讃美歌集Voices Unitedが合同教会・聖公会共編のThe Hymn Bookに代わって発行された。牧会区からの反応は上々で、2010年までに30万部を超える歌集が出版された。
1997年、ビル・フィップスが第36回総会で総会議長に選出された。その年の後半にフィップスが、イエスは死んだあと物理的に起き上ったとは信じていないとインタビューで答えたせいで、教会はまた論争の渦に巻き込まれることになった。

### 2000年代
新世紀になってからも教会員と寄付の減少傾向は変わらなかった。2001年には総会事務局はコスト削減のために再編された。
2005年、教会は同性結婚を認める立法措置を講じるようカナダ議会に働きかけた。法律が成立すると今度は、本件の見直しを行わないようにと政府に訴えかけた。
教会は先住民寄宿学校問題の残した諸問題に対する対応を続けていた。2005年、教会はカナダ政府と先住民議会とが発表した原則的合意を歓迎した。これは、インディアン寄宿学校の元生徒に対する包括的な解決策のパッケージを定めていた。翌年、教会はインディアン寄宿学校解決協定に署名することに同意した。
2006年、第39回総会で、寛大な寄付を利用して、「イマージング・スピリット」キャンペーンを展開することを承認した。これは30代から40代の世代を対象に、信仰について話し合う場へと勧誘するキャンペーンである。「イマージング・スピリット」キャンペーンのなかには、イエスの首ふり人形、ウェディングケーキの上で手を握り合うタキシード姿の男性2人〔=ゲイのカップル:訳注〕の人形、ショッピングモールでサンタクロースの椅子に腰かけるイエス、「それが罪じゃなきゃ、セックスはどんなに楽しいだろうか」というキャプションが付いたホイップクリームの缶などの写真入りの広告が雑誌に掲載され、論議をよんだ。

### 2010年代
2012年、第41回総会でゲイリー・パターソンがゲイであることを公表している初の総会議長に選出された。代議員はまた「合同の基礎 (Basis of Union)」の署名者としてファースト・ネーションのひとびとを招待することに賛成した。1925年に新しくできる合同教会の一部として先住民の教会も自動的に組み込まれたが、その際、先住民の会衆は教会合同の交渉や「合同の基礎」の署名に参加するよう依頼されていなかった。これにくわえて教会の紋章（もともとは1944年に制定され、80年にフランス語も追加された）についても、4区画の背景色を変更し、モホークのAkwe Nia’Tetewá:neren（「すべて我がえにし」）という成句を紋章の外周に加えた。
かなり議論したうえで、代議員はまたイスラエル・パレスティナ政策に関する作業部会報告（Report of the Working Group on Israel/Palestine Policy）の勧告を採用することに賛成した。これによって、教会はイスラエル入植地で作られた製品をボイコットすること、また「入植地で製造されたいかなるものも使用しないよう、合同教会の教会員に促す」キャンペーンが決定された。これは、1980年代に南アフリカを非難して行われた反アパルトヘイト・ボイコット以来のことである。
報告書によると、執筆者はカナダに拠点をおくパレスティナ人組織の他に、ユダヤ教のラビや個人、団体らにも諮ったうえで、作成したという 。
けれども、こうした方針は、ユダヤ系カナダ人グループによる抗議など、決定に反対するいくつかのグループとのあいだで論争を引き起こしている。

## 音楽
合同教会は4種類の讃美歌集を発行している。
- Hymnary (1930年)
- The Hymn Book (1972年) 合同教会とカナダ聖公会の共編。
- Voices United (1996年) 現行の讃美歌集で、30万部以上出版された[25]。More Voicesが補遺として2006年に出版された。
- Nos voix unies (2005年) 合同教会のフランス語版讃美歌集。

## 政治的な態度と方針

### 先住民
1969年までカナダ合同教会はカナダ・インディアン寄宿学校制に関与し、支援していた。この学校制度は多くの先住民とそのコミュニティに深い傷を残している。合同教会の関与の程度はおそらくカナダ聖公会やローマ・カトリック教会の聖職者らほどはひどくはなかったが、それでも合同教会の責任は無視できない。約8万人の学生が現在も存命で、そのうち10%が合同教会の運営する学校に通っていた。

## 教会の外部からの批判
1960年代から70年代にかけて教会の機関誌『合同教会オブザーバー』の編集長を務めたA・C・フォレストは、イスラエル、ヨルダン川西岸、ガザ地区におけるパレスティナ人の権利を擁護する編集方針を示したことで、ユダヤ系カナダ人のコミュニティから激しい攻撃を受けた。多くの合同教会のひとびとが当惑させられたが、結局、教会はこの件に関する意見の多様性は教会の開放的な姿勢と一致するものであると結論した。
近年、ナショナル・ポスト紙はカナダ合同教会に対して批判的な記事をいくどとなく掲載している。例えば「合同教会には本当の痛みが見えていない」（2009年8月19日）や「合同教会の不確実な未来」（2009年8月14日）などである。2011年5月14日の記事でチャールズ・ルイスは、合同教会を八方塞がりにしていると彼が考えるものについて述べている。彼によれば、問題は無神論者さえ教会員として受け入れる合同教会の「ビッグ・テント」方針と、教義における正統性が欠落していることである。

## 著名な教会員
- レスター・B・ピアソン 第14代カナダ首相
- ノースロップ・フライ 文芸評論家
- アリス・マンロー 作家